# لوتشيان بيركنز
لوتشيان بيركنز (بالإنجليزية: Lucian Perkins)‏ هو صحفي ومصور أمريكي، ولد في 1953 في فورت وورث في الولايات المتحدة.